# Осіков
Осіков або Осиків (словац. Osikov) — село в Словаччині, Бардіївському окрузі Пряшівського краю.
Вперше згадується у 1296 році. У селі є римо-католицький костел Святого Михаїла з 1612 року в стилі ренесансу.

## Географія
Розташоване в північно-східній частині Словаччини, у східній частині Чергівських гір. Протікають Осиковський потік і Фрічковський потік.

## Населення
| Рік:            | 1994. | 2004.   | 2014.   | 2024.   |
| --------------- | ----- | ------- | ------- | ------- |
| Кількість осіб: | 864   | 920     | 998     | 1028    |
| Різниця:        |       | +6,48 % | +8,47 % | +3,00 % |

| Рік:            | 2023. | 2024.   |
| --------------- | ----- | ------- |
| Кількість осіб: | 1020  | 1028    |
| Різниця:        |       | +0,78 % |

В селі проживає 967 осіб.
Національний склад населення (за даними останнього перепису населення — 2001 року):
- словаки — 99,33 %
- чехи — 0,22 %
- угорці — 0,11 %
- українці — 0,11 %

Склад населення за приналежністю до релігії станом на 2001 рік:
- римо-католики — 98,89 %,
- греко-католики — 0,55 %,
- православні — 0,22 %,
- протестанти — 0,11 %,
- не вважають себе віруючими або не належать до жодної вищезгаданої церкви — 0,22 %